# Parti vert du Québec
Le Parti vert du Québec (PVQ) est un parti politique écologiste œuvrant sur la scène politique provinciale québécoise.
Il n'a jamais été représenté à l'Assemblée nationale du Québec.
Les principes du Parti vert du Québec s’inspirent des six valeurs communes exprimées dans la Charte des Verts mondiaux, c’est-à-dire la sagesse écologique, la non-violence, la justice sociale, le développement durable, la démocratie participative et le respect de la diversité. Fondé en 2001 dans sa forme actuelle, le Parti vert a aussi eu une première version de 1985 à 1994, qui s’est éteinte lorsque son chef, Jean Ouimet, quitta pour le Parti québécois après l'élection de 1994. Le chef actuel est Alex Tyrrell, qui a été nommé le 21 septembre 2013. Alors âgé de 25 ans, il devient, à l'époque, le plus jeune chef de parti sur la scène politique québécoise et canadienne.

## Histoire

### Premier Parti vert du Québec (1985-1994)
Une première version du Parti vert du Québec a été fondée en 1985 et a présenté 10 candidats lors des élections québécoises de 1985. L'équipe de cette époque n'y donne pas suite. En 1985, une nouvelle équipe relance le parti. Sous la direction du chef Jean Ouimet, le PVQ présente 43 candidats en 1989, obtient dans la plupart de ces circonscriptions plus de voix que le NPD Québec. À l’époque, le Parti vert du Québec connut le plus grand succès pour un Parti vert canadien. Malgré un faible budget, le parti tenta de mener une campagne électorale à travers le Québec, avec des organisateurs à Montréal, Québec et Sherbrooke, mais aussi avec des campagnes locales relativement indépendantes dans les campagnes. Plusieurs tentatives ont été faites par le parti pour recevoir le support de divers groupes environnementaux, mais la plupart ont refusé d’appuyer publiquement le PVQ pour conserver la neutralité politique et ainsi ne pas nuire au financement privé. Dans la campagne de 1998, la souveraineté et la neutralité économique étaient priorisées sur toutes politiques de gauche sous le slogan « ni à gauche, ni à droite, mais d’avant», ce qui causa des divisions au sein du parti. Le parti a perdu sa reconnaissance officielle après que Jean Ouimet, son chef de l'époque, le quitta pour le Parti québécois après l'élection générale de 1994.

### Parti vert du Québec actuel (depuis 2001)
La deuxième (et actuelle) version du Parti vert a été fondée en 2001 par Richard Savignac.
En 2002, trois partis politiques de gauche, soit le Rassemblement pour l'alternative progressiste, le Parti de la démocratie socialiste et le Parti communiste du Québec, ont fusionné pour former l'Union des forces progressistes (UFP). Sans fusionner avec l'UFP, le PVQ promet alors d'essayer d'éviter de présenter des candidats dans les circonscriptions où il y a un candidat de l'UFP, se réservant cependant le droit de faire campagne où bon lui semble (même dans des circonscriptions avec un candidat d'UFP). Cette entente n'est toutefois pas satisfaisante aux yeux de certains membres du PVQ, puisqu'elle limite le nombre de candidats du Parti vert et qu'elle n'est pas respectée dans certains cas.
En mai 2006, le PVQ élit un nouveau chef Scott McKay, et rejette (par motion) tout rapprochement avec Québec solidaire (fusion de l'UFP et d'Option citoyenne), réaffirmant son indépendance et son désir de devenir une alternative crédible sur la scène politique québécoise.
Le 29 mars 2008, Guy Rainville est élu nouveau chef du PVQ (avec 54,4 % des voix), battant le chef sortant Scott McKay (45,6 % des voix). Ce dernier a depuis joint le Parti québécois et fut élu député de L'Assomption lors de l'élection du 8 décembre 2008.
Cette élection marque un net recul du PVQ et Guy Rainville exerce son mandat de deux ans sans néanmoins se représenter. Lors du congrès national du 20 novembre 2010, Claude Sabourin remporte la chefferie par un peu plus de 50 % des voix au second tour sur Paul-André Martineau, le président sortant du parti.
Le 24 février 2013 Claude Sabourin, alors chef du PVQ, démissionne au cours du congrès du parti qui s'est déroulé au collège Maisonneuve, à Montréal, les 23 et 24 février 2013, quelques heures avant le dévoilement du résultat d'un vote de confiance. La démission de Claude Sabourin intervient le deuxième jour du congrès. Quelques heures plus tard, Jean Cloutier est alors élu chef par intérim avec 51 % des voix au premier tour.
Lors d'un congrès extraordinaire le 21 septembre 2013, Alex Tyrrell est élu chef du PVQ. À 25 ans, il est le seul jeune chef de parti sur la scène provinciale jusqu'à l'élection du nouveau chef d'Option nationale, Sol Zanetti (31 ans), un mois plus tard.
Suivant l'élection d'Alex Tyrrell, des mesures sont prises pour renouveler l'image du parti, son unité et clairement camper le parti à gauche avec un programme éco-socialiste.
En décembre 2019, le groupe Réforme PVQ lance une pétition demandant la tenue d’une assemblée générale où aurait lieu un vote de confiance quant à la chefferie d'Alex Tyrrell. Les militants lui reprochent de s’être voté un salaire et de ne pas s’être soumis à un vote de confiance. En octobre 2020, six membres de l'Exécutif national du parti retirent leur confiance en Alex Tyrrell et demandent sa démission, l'accusant de mal préparer le parti en vue des élections de 2022 et d'être responsable des mauvaises relations du parti avec son équivalent fédéral, le Parti vert du Canada. Alex Tyrrell obtient 64,6 % (taux de participation de 65,5 %) lors de son vote de confiance et le 5 octobre 2020, cinq membres de l'Exécutif démissionnent en bloc, affirmant que le résultat n'est pas unificateur, que le processus a été entaché de multiples problématiques et que le chef aurait fait preuve d’une mauvaise foi continue tout au long du processus. En janvier 2021, Alex Tyrrell expulse du parti cinq membres de l'Exécutif national et les militants Chad Walcott et Catherine Polson, les accusant de nuire à l'avancement du parti.

## Chefs
| Chef                      | Mandat         |
| ------------------------- | -------------- |
| Yves Blanchette (intérim) | 1987 - 1989    |
| Jean Ouimet               | 1989 - 1993    |
| Marian Lé Grant           | 1993 - 1994    |
| Éric Ferland              | 1994 - 1996    |
| Saloua Laridhi            | 1996 - 1998    |
| Vacant                    | 1998 - 2001    |
| Richard Savignac          | 2001 - 2006    |
| Scott McKay               | 2006 - 2008    |
| Guy Rainville             | 2008 - 2010    |
| Claude Sabourin           | 2010 - 2013    |
| Alex Tyrrell              | 2013 - Présent |

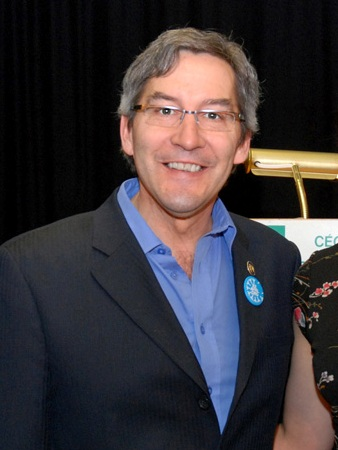
Scott McKay, chef du PVQ de 2006 à 2008, puis député avec le Parti québécois de 2012 à 2014.
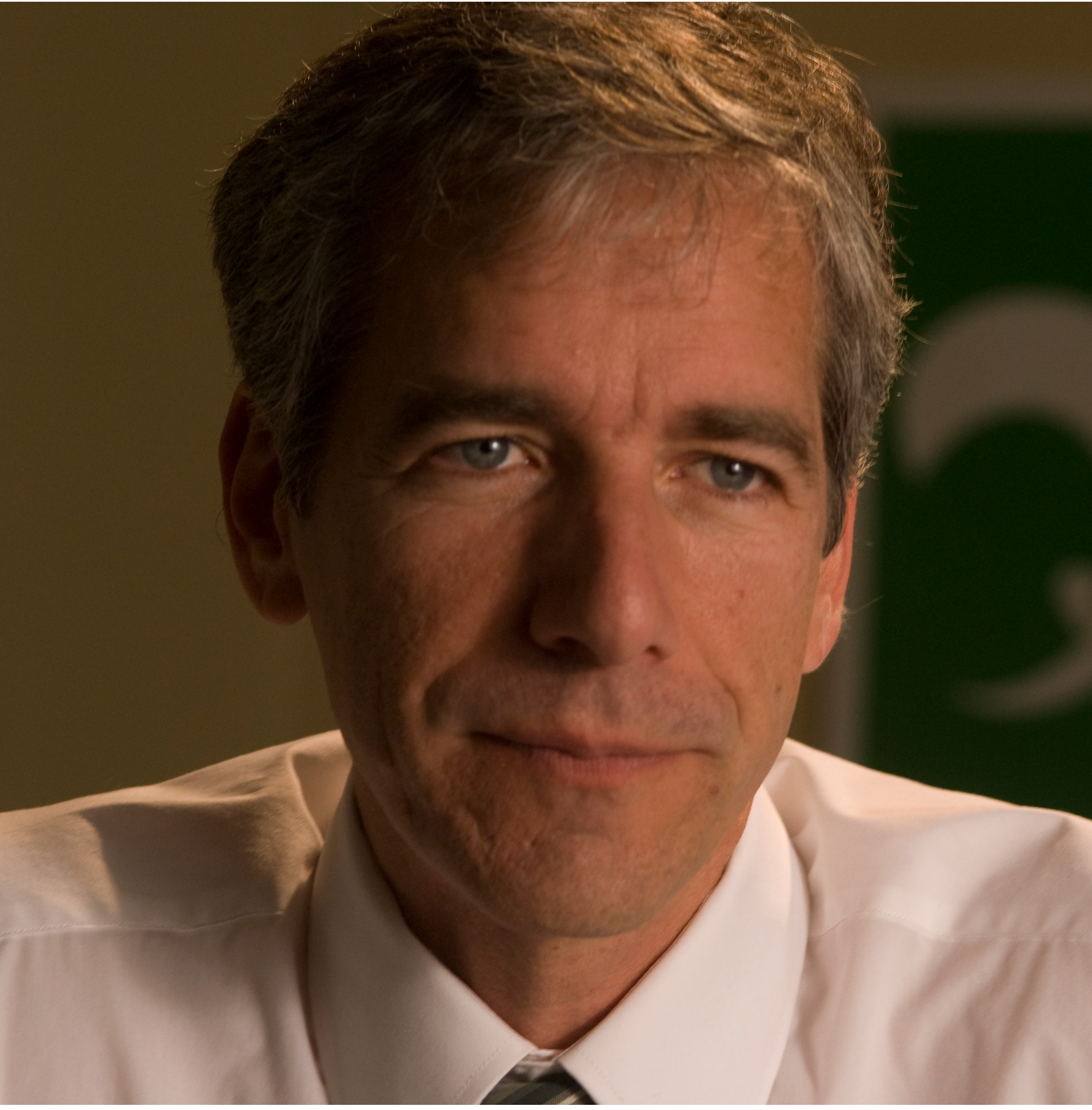
Guy Rainville, chef du PVQ de 2008 à 2010.
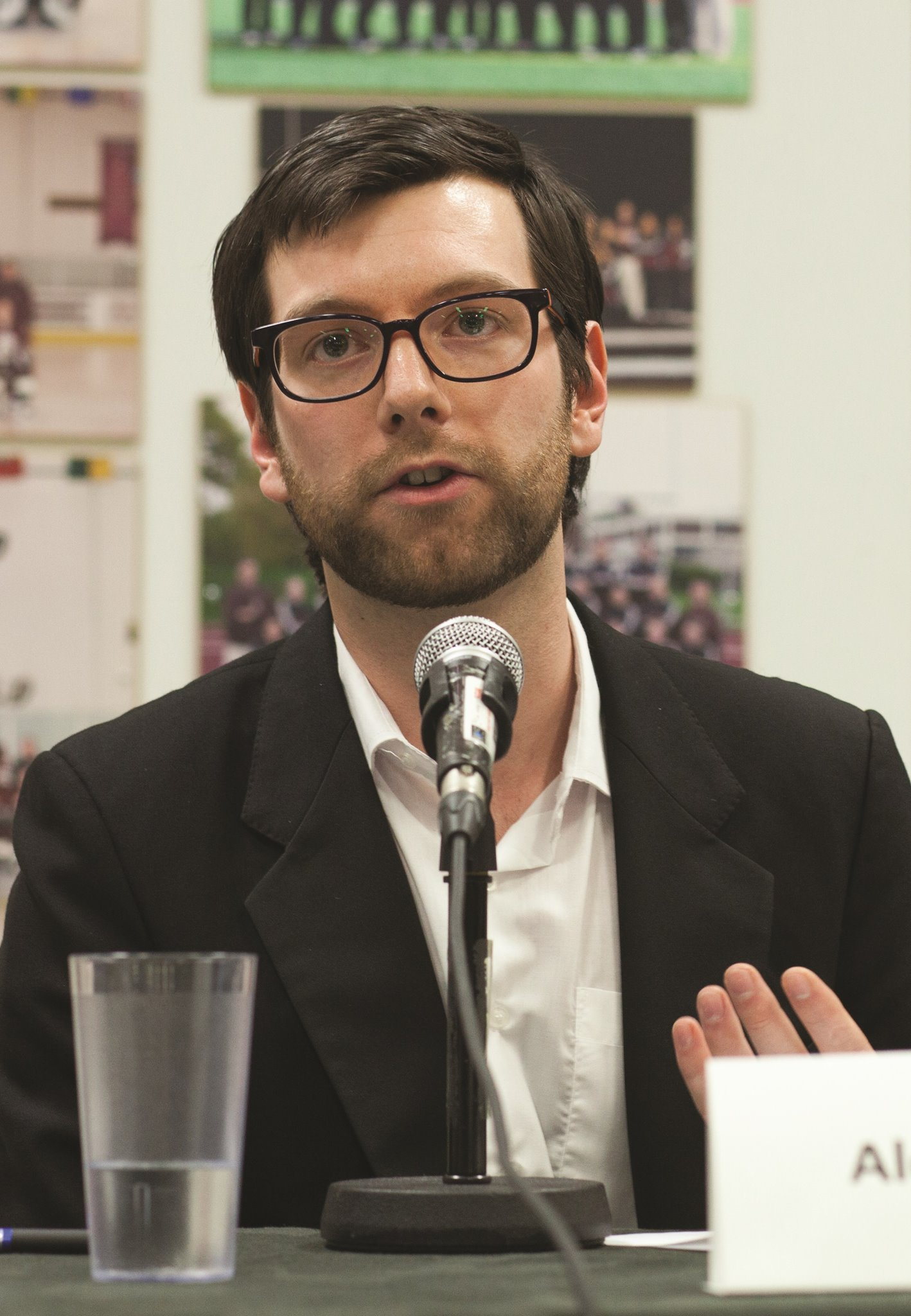
Alex Tyrrell est le chef du PVQ depuis 2013 et le seul à être demeuré en poste pour plus d'une élection générale.

## Identité visuelle

Logo utilisé depuis 2006.

## Idéologie

### Environnement
Le chef actuel, Alex Tyrrell, participe beaucoup aux mouvements d’opposition aux pipelines. Dans un panel appelé « No Pipelines : What’s Next? » qui s’est déroulé à l’Université Concordia en février 2016, il s’est opposé à toute nouvelle infrastructure d’exploitation des énergies fossiles au Québec.

#### Contamination des sols
Alex Tyrrell est très mobilisé par rapport aux enjeux de contamination des sols, notamment par rapport à la question des sols contaminés au BPC à Pointe-Claire. Les résidents et les environnementalistes de la région attendent depuis quelques années que le sol soit décontaminé ou que, du moins, des tests soient conduits afin de déterminer si la contamination s'est répandue ou pas. Depuis l'annonce d'un déversement en 2013, Alex Tyrrell a fait de nombreuses pressions pour que l'ancien site de la compagnie Reliance Power Equipment Ltd. ainsi que les sols résidentiels et industriels avoisinants soient examinés de près. En février 2017, Montreal Gazette annonçait que des tests avaient été conduits sur les sols contaminés.

## Campagnes électorales

### Résultats électoraux
|          |       |
| 10 / 125 | (8 %) |
|          |       |

|         |       |
| 0 / 125 | (0 %) |
|         |       |

|        |  |
| 0,14 % |  |
|        |  |

|          |          |
| 46 / 125 | (36,8 %) |
|          |          |

|         |       |
| 0 / 125 | (0 %) |
|         |       |

|        |  |
| 1,99 % |  |
|        |  |

|          |         |
| 11 / 125 | (8,8 %) |
|          |         |

|         |       |
| 0 / 125 | (0 %) |
|         |       |

|        |  |
| 0,14 % |  |
|        |  |

|          |          |
| 37 / 125 | (29,6 %) |
|          |          |

|         |       |
| 0 / 125 | (0 %) |
|         |       |

|        |  |
| 0,44 % |  |
|        |  |

|           |          |
| 108 / 125 | (86,4 %) |
|           |          |

|         |       |
| 0 / 125 | (0 %) |
|         |       |

|        |  |
| 3,85 % |  |
|        |  |

|          |        |
| 80 / 125 | (64 %) |
|          |        |

|         |       |
| 0 / 125 | (0 %) |
|         |       |

|        |  |
| 2,17 % |  |
|        |  |

|          |          |
| 66 / 125 | (52,8 %) |
|          |          |

|         |       |
| 0 / 125 | (0 %) |
|         |       |

|        |  |
| 0,99 % |  |
|        |  |

|          |          |
| 44 / 125 | (35,2 %) |
|          |          |

|         |       |
| 0 / 125 | (0 %) |
|         |       |

|        |  |
| 0,55 % |  |
|        |  |

|          |          |
| 97 / 125 | (77,6 %) |
|          |          |

|         |       |
| 0 / 125 | (0 %) |
|         |       |

|        |  |
| 1,69 % |  |
|        |  |

|          |          |
| 73 / 125 | (58,4 %) |
|          |          |

|         |       |
| 0 / 125 | (0 %) |
|         |       |

|        |  |
| 0,76 % |  |
|        |  |

### 1989
[style à revoir]
Lors de l'élection générale de 1989, le Parti vert du Québec recueille 1,99 % des votes. Il présente 46 candidats et obtient une moyenne de 5,56 % des votes dans ces 46 circonscriptions. Il obtient même des résultats significatifs de 15,45 % dans Saguenay et de 10,28 % dans Beauce-Sud. Dans la plupart des circonscriptions (32 des 46), il arrive troisième directement derrière le Parti québécois et le Parti libéral du Québec. Avec Jean Ouimet à sa tête, le PVQ connait donc une montée considérable sur la scène provinciale cette année-là. Ce succès survient parallèlement à la montée des Verts en Europe et est habituellement vu comme une prise de conscience de l'importance des problèmes environnementaux. D'ailleurs, une partie de la campagne électorale du PVQ en 1989 était fondée sur la saga des BCP envoyés en Grande-Bretagne, puis ramenés au Québec et entreposés à Baie-Comeau — qui se situe dans la circonscription de Saguenay, où le Parti vert a connu le plus grand succès.

### 2007
Les Verts ont présenté 108 candidats (sur une possibilité de 125) lors des élections générales de 2007. Il s'agit du plus grand nombre de candidats dans l'histoire du PVQ. C'est Scott McKay qui est alors à la tête du Parti vert du Québec.
Selon la plateforme, le Parti vert du Québec s'engage à :
- Exiger des résultats concrets du gouvernement en matière d'environnement
- Prévenir la crise imminente des changements climatiques
- Arrêter la destruction du patrimoine écologique
- Prendre nos responsabilités envers les générations futures

Dans son programme électoral « Avançons, c'est vert! », le PVQ souligne l'importance d'une approche préventive plutôt que l'approche curative des gouvernements précédents, en plus de mettre l'accent sur l'équité entre les Québécoises et Québécois de toute origine, toute condition et toute génération.

### 2008
Le PVQ présente 80 candidats lors de cette élection et remporte 70 393 votes (moins de la moitié que le nombre de votes obtenus à l'élection de 2007), ce qui représente 2,17 % des voix. Guy Rainville, alors chef du parti, obtient 4,21 % des voix dans la circonscription de Deux-Montagnes. La meilleure performance est une fois de plus dans Notre-Dame-de-Grâce, où le candidat Peter McQueen obtient 14,39 % des voix, arrivant en deuxième position, derrière le Parti libéral du Québec. Le Parti vert du Québec arrive également en deuxième place dans les circonscriptions de Jacques-Cartier et D'Aray-McGee.
Il propose un projet de société basé sur le développement durable. Les propositions exposées dans la plateforme incluent, entre autres :
- une réforme du mode de scrutin
- une décentralisation des pouvoirs vers les régions
- réaliser un plan de transport québécois de 40 milliards de dollars étalés sur une période de 20 ans
- miser sur un fonds négaWatt
- réformer le régime forestier
- miser sur un système de coopératives de services de santé
- réduire le nombre d’élèves par classe dans les écoles publiques

### 2012
Le Parti vert du Québec n’obtient que 0,99 % des voix à l'élection générale de 2012, c’est-à-dire 43 394 votes, alors qu’il a présenté 66 candidats. Il affiche donc, une fois de plus, une diminution des appuis depuis les élections précédentes. Les meilleures performances se font dans Notre-Dame-de-Grâce, où le chef de l’époque, Claude Sabourin, obtient 5,72 % des voix et dans Jacques-Cartier où Alex Tyrrell arrive en troisième position avec 4,54 % des voix.

### 2014
Disposant d'environ quatre mois pour organiser l'élection générale, à la suite d'une course à la chefferie mouvementée, le PVQ est aux prises avec des luttes internes qui nuisent à sa préparation électorale. Aux élections de 2014, le Parti vert du Québec connait donc une autre diminution des voix remportées. Alors qu’il présente 44 candidats, il recueille 23 163 voix, pour un total de 0,55 % des votes. Seuls le chef, Alex Tyrrell, et Lisa Julie Cahn remportent plus de 3 % des votes, soit respectivement 4,52 % dans Notre-Dame-de-Grace et 4,02 % dans Westmount-Saint-Louis. Le parti, sous la chefferie d'Alex Tyrrell s'établit clairement comme étant à gauche, écosocialiste et se détache des modèles passés, plus centristes.
Le parti présente sa plateforme « L'option éco-socialiste pour le Québec » qui vise surtout à replacer le parti à gauche sur l'échiquier politique tout en proposant des moyens de luttes aux changements climatiques, en proposant, entre autres : le revenu minimum garanti, la gratuité du transport en commun, hausser les impôts des grandes entreprises, une assurance médicament universelle et une réforme du mode de scrutin.
Le parti manifeste également son opposition au projet de Charte des valeurs québécoises du gouvernement Marois.

### 2018
Les élections d'octobre 2018 marquent un retour du parti sur la scène politique québécoise, après un recul marqué, non seulement en termes de candidatures, mais également d'attention médiatique. Le parti assemble une équipe de 97 candidats, la deuxième plus grande de son histoire, aux quatre coins de la province et dans des circonscriptions où il n'y avait jamais eu de candidat vert auparavant. Le parti présente d'ailleurs, malgré une équipe réduite, le pourcentage le plus élevé de candidate, tous partis confondus, à 58 % et l'un des plus grands nombres de candidatures féminines, avec 56 candidates (en plus de deux agenres, donc qu’ils ne s’identifient à aucun des deux genres traditionnels), dépassant ainsi le Parti libéral du Québec (55) et le Parti québécois (51).
Le PVQ présente une nouvelle plateforme : « Le Nouveau Plan Vert pour le Québec », proposant et prônant une transition écologique, une lutte plus efficace aux changements climatiques, la défense du système public, des investissements massifs en santé, éducation et dans les services publics.
Le parti propose notamment :
- La gratuité du transport en commun[38].
- Une taxe sur le carbone à 200 $ la tonne dès 2019[39].
- Atteindre la carboneutralité d'ici 2050[40].
- La construction d'un réseau de trains à grande vitesse[38].
- Une cible de réduction de la consommation de viande[41].
- Une réforme du mode de scrutin et des réformes démocratiques (vote à 16 ans, vote par anticipation sur internet, cours de participation civique, etc.)[42].

Le PVQ profite également de l'élection pour présenter une nouvelle plateforme concernant le droit des animaux, plus moderne, inspiré par les propositions du milieu activiste. Le programme propose des réformes de fond massives, l'ajout de plus d'inspecteur, l'interdiction de la vente de chiens et de chats en animalerie, la protection juridique des animaux destinés à la consommation, etc. Le programme est d'ailleurs déclaré le meilleur par la SPCA Montréal.
Le parti dénonce également son exclusion des débats publics. Avec le chef du Parti conservateur du Québec, Adrien D. Pouliot, Alex Tyrrell demande une formule qui permettrait d'inclure les deux formations politiques, étant donné qu'elles présentent plus de 90 candidats.
Le PVQ obtient 1,70 % des voix, avec 67 870 votes. Dans Jacques-Cartier, Catherine Polson termine troisième avec 6,73 %, dans Notre-Dame-de-Grâce Chad Walcott termine quatrième avec 6,67 % et dans Mont-Royal–Outremont, Vincent J. Carbonneau termine cinquième avec 4,31 %. Plusieurs autres candidats dépassent les 1 000 voix dans leur circonscription : Valérie Fortier dans Blainville, Giuseppe Cammarrota dans Nelligan, Jean-Pierre Duford dans Saint-Henri–Sainte-Anne et Kimberly Salt dans Marquette, entre autres.
Le chef du parti, Alex Tyrrell, termine cinquième dans Verdun avec 3,72 %, soit 1 157 votes. Il affrontait notamment Isabelle Melançon, députée sortante et ministre de l'environnement sous le gouvernement Couillard. C'est également la première fois dans l'histoire du parti qu'un chef est à la tête de la formation pour plus d'une élection générale.

### Élections partielles
Depuis la nomination d'Alex Tyrrell à la tête du Parti vert du Québec en septembre 2013, le PVQ a participé à plusieurs élections partielles. Les résultats affichent une augmentation de la popularité du parti après les élections de 2014. En effet, dans huit des neuf circonscriptions où le PVQ participe à des élections partielles à partir de 2015, les résultats obtenus sont supérieurs à 2 %. Après les 0,55 % des voix obtenus aux élections générales de 2014, il s'agit d'une remontée pour le parti, qui atteint même jusqu'à 3,5 et 4 % dans certaines circonscriptions. Présentant leur chef, Alex Tyrrell, comme candidat dans une majorité de ces partielles, notamment en région, les verts tentent de faire connaître leur chef, encore méconnu du grand public ainsi que développer le parti dans des régions où il est moins actif ou inactif.
| Année | Circonscription         | Candidat                 | Résultats (%) |
| ----- | ----------------------- | ------------------------ | ------------- |
| 2013  | Outremont               | Alex Tyrrell             | 3,79          |
| 2013  | Viau                    | Morgan Crockett          | 1,67          |
| 2014  | Lévis                   | Alex Tyrrell             | 1,10          |
| 2015  | Richelieu               | Vincent Pouliot          | 1,74          |
| 2015  | Jean-Talon              | Elodie Boisjoly-Dubreuil | 2,40          |
| 2015  | Fabre                   | Kim Raymond              | 3,67          |
| 2015  | Saint-Henri–Sainte-Anne | Jiab Zuo                 | 3,54          |
| 2016  | Chicoutimi              | Alex Tyrrell             | 2,47          |
| 2016  | Arthabaska              | Alex Tyrrell             | 2,11          |
| 2016  | Marie-Victorin          | Vincent J. Carbonneau    | 2,62          |
| 2016  | Saint-Jérôme            | Émilianne Lépine         | 2,06          |
| 2016  | Verdun                  | David Cox                | 4,28          |
| 2017  | Gouin                   | Alex Tyrrell             | 4,57          |
| 2017  | Louis-Hébert            | Alex Tyrrell             | 2,07          |
| 2018  | Roberval                | Alex Tyrrell             | 0,52          |
| 2019  | Jean-Talon              | Émilie Coulombe          | 2,80          |
| 2022  | Marie-Victorin          | Alex Tyrrell             | 0,87          |
| 2023  | Saint-Henri–Sainte-Anne | Jean-Pierre Duford       | 1,4           |
| 2023  | Jean-Talon              | Kadidia Mahamane         | 0,59          |
| 2025  | Terrebonne              | Nazar Tarpinian          | 0,7           |